# Бейяуи, Насиф
Насиф Бейяуи (араб. ناصيف بياوي‎, фр. Nacif Beyaoui; род. 10 ноября 1977, Тунис) — тунисский футбольный тренер.

## Карьера
Насиф начал свою тренерскую карьеру в 2010 году, будучи ассистентом своего соотечественника Фатиха Аль-Джабаля в саудовском клубе «Аль-Фатех». Он пробыл на этой должности в течение 4 лет и был ассистентом 83 игр главного тренера. В июле 2014 года Насиф начинает собственный путь главного тренера и возглавляет клуб «Хаджер», однако уже 30 сентября покидает клуб после лишь 6 проведённых игр. Тем не менее уже первого числа следующего месяца возвращается в «Аль-Фатех», на этот раз как главный тренер.